# Thomas Randle
Thomas Randle (Melbourne, 7 april 1996) is een Australisch autocoureur.

## Carrière
Randle begon zijn autosportcarrière in het karting in zijn thuisland. In 2012 won hij de Junior Clubman-klasse van het Australische sprintkartkampioenschap en de Rotax Junior-klasse van het Australische Rotax-kampioenschap.
In 2013 maakte Randle zijn debuut in het formuleracing in het Australische Formule Ford-kampioenschap voor het team Evans Motorsport Group. Met twee podiumplaatsen op het Townsville Street Circuit en de Queensland Raceway werd hij zevende in het kampioenschap met 131 punten, ondanks dat hij het eerste raceweekend had gemist.
In 2014 maakte Randle binnen de Australische Formule Ford de overstap naar het team Dream Motorsport. Met één overwinning op de Winton Motor Raceway en twee op zowel Wakefield Park als het Circuit Eastern Creek werd hij kampioen met 266 punten, slechts vier punten meer dan nummer twee Jordan Lloyd.
In 2015 begon Randle het seizoen in de Toyota Racing Series in Nieuw-Zeeland, waarin hij bij ETEC Motorsport instapte. Met twee podiumplaatsen op de Powerbuilt Raceway en het Taupo Motorsport Park werd hij tiende in de eindstand met 518 punten. Daarna keerde hij terug naar zijn thuisland om deel te nemen aan het nieuwe Australische Formule 4-kampioenschap, waarin hij opnieuw voor Dream Motorsport reed. Hier streed hij opnieuw met Lloyd om het kampioenschap, maar ondanks één overwinning op de Queensland Raceway en drie op zowel Surfers Paradise als het Homebush Street Circuit eindigde hij achter Lloyd als tweede met 386 punten.
In 2016 maakte Randle de overstap naar Europa om zijn debuut te maken in het BRDC Britse Formule 3-kampioenschap voor Douglas Motorsport. Met twee overwinningen op de Rockingham Motor Speedway en Spa-Francorchamps eindigde hij als vierde in het kampioenschap met 424 punten. Daarnaast maakte hij dat jaar ook zijn debuut in de Masters of Formula 3 op het Circuit Park Zandvoort voor Double R Racing en werd hier elfde. Aan het eind van het seizoen maakte hij eveneens zijn debuut in de Formule V8 3.5 tijdens het voorlaatste raceweekend op het Circuito Permanente de Jerez voor het team Comtec Racing. Door zijn geringe ervaring scoorde hij geen punten en eindigde zo op de twintigste en laatste plaats in het klassement.
In 2017 keerde Randle terug in de Toyota Racing Series, waarin hij deelnam voor het team Victory Motor Racing. Met twee overwinningen op de Powerbuilt Raceway en het Hampton Downs Motorsport Park en vijf andere podiumplaatsen werd hij kampioen met 855 punten, waarin een inhaalmanoeuvre op zijn directe concurrent Pedro Piquet in de laatste ronde van de laatste race van het seizoen op de Manfeild Autocourse de doorslag gaf.